# Vperiod (Ternóvskaia)
|  | Per a altres significats, vegeu «Vperiod». |

Vperiod - Вперёд (rus) és un possiólok del krai de Krasnodar, a Rússia. És a 25 km a l'est de Tikhoretsk i a 147 km al nord-est de Krasnodar.
Pertany a l'stanitsa de Ternóvskaia.